# ブルース・マッコウ
ブルース・マッコウ（Bruce McCaw, Bruce R. McCaw、1947年頃 - ）は、アメリカの実業家。1993年に立ち上げたパックウェスト・レーシングのチームオーナーとして知られている。

## 人物
パックウェスト・レーシング（PacWest Racing）のスタートは、リック・ギャレスの所有するギャレス・レーシングに研究開発を提供する施設として設立された会社ギャルマー（GalMer）の株式を、1993年シーズン終了にマッコウが購入したことから始まる。
1993年、アラン・マーテンスとアンディ・ブラウンを含む、わずか7人のスタッフからのスタートではあったが、1998年までに120人の人員組織にチームは拡大して勝てるチームに成長した。
オーナーのマッコウは、慈善事業でモータースポーツをやっているかのようにさえ見える事業家で、この時期にはレイナード・スペシャル・ビークル・プロジェクトの方でも、レイナードとの関わり合いを持つ。
1998年11月、マッコウは、パックウェストが成長して、独り立ち出来るようになった段階に至ったことを確認して、持株をプロドライブに売却した。
そして、同時期の1998年にARC風洞の工事が始まる。
パックウェスト・チームはその後、PKレーシング→PKVレーシング→KVレーシングを経て、デイル・コイン・レーシングの一部へと繋がる。
KVレーシング・テクノロジーのファクトリーは、ARC風洞の裏側の北側に位置していた。